# 지나 데이비스 미디어 젠더 연구소
지나 데이비스 미디어 젠더 연구소(Geena Davis Institute on Gender in Media)는 배우 지나 데이비스가 설립한 비영리단체로, 영화와 드라마에서 남녀 배우의 출연 시간과 대사 분량, 역할과 대화의 중요도 등을 분석해 이를 지수화하는 작업을 해왔다. 2016년 남가주대, 구글 글로벌 임팩트 챌린지와 함께 2014년부터 3년간 미국에서 흥행 100위까지 영화를 인공지능으로 분석하여 해당 영화에서 여성들의 출연 분량과 대사 분량이 남성의 절반이 채 되지 않는 35%, 36%라는 사실을 밝혀냈다. 또한, 영화, 드라마 등의 성평등 수준을 수치화한‘지나 데이비스 포용 지수' (GD-IQ)를 발표하였다.

## 같이 보기
- 성평등
- 여성주의와 미디어